# 望日里站
望日里站（韓語：망일리역）是朝鮮民主主義人民共和國平安南道殷山郡的一個鐵路車站，属于首阳线和天聖煤礦線。

## 邻近车站
首阳线
首陽站 - 望日里站
天聖煤礦線
新仓站 - 望日里站 - 天聖站